# Línia 2 (Rodalies València)
La línia 2 és una de les sis línies de rodalia al País Valencià.